# The British Art Journal
The British Art Journal es una publicación/revista trianual que publica investigaciones sobre el arte británico de todos los períodos históricos.

## Historia
La publicación se lanzó el 1 de julio de 1999 en una recepción celebrada en la Fundación Thomas Coram (que se convirtió en el Museo Foundling) en Londres. En el año inicial se publicaron dos números. Desde entonces, se han publicado tres números al año.
El editor es el historiador y crítico de arte británico Robin Simon. Se puede acceder a la revista en línea a través de JSTOR.